# Skötufjörður
Skötufjörður – fiord w północno-zachodniej Islandii, w regionie Fiordów Zachodnich, jeden z bocznych fiordów na południowym brzegu fiordu Ísafjarðardjúp. Na zachód od niego leży fiord Hestfjörður. Wchodzi głęboko w ląd na około 18 km, a jego szerokość wynosi około 1,5 km. U wejścia do fiordu znajduje się wyspa Vigur. Masywy górskie po obu jego stronach sięgają 550–650 m n.p.m.
Nad fiordem brak jest większych osad. Wzdłuż obu brzegów fiordu biegnie droga nr 61.